# تاکسی (فیلم ۲۰۰۴)
تاکسی (انگلیسی: Taxi) فیلمی در ژانر اکشن به کارگردانی تیم استری است که در سال ۲۰۰۴ منتشر شد.

## بازیگران
- کویین لطیفه
- جیمی فالون
- هاردینگ سیمونز
- جنیفر اسپوزیتو
- ژیزل بوندشن
- آن مارگرت
- کریستین کان
- جان کرازینسکی
- جف گوردون